# 热振·阿旺益西楚臣坚赞
热振·阿旺益西楚臣坚赞（藏語：ངག་དབང་ཡེ་ཤེས་ཚུལ་ཁྲིམས་རྒྱལ་མཚན，威利转写：ngag dbang ye shes tshul khrims rgyal mtshan，1816年—1863年）藏族，籍贯未详，第三世热振活佛（世数的说明见热振活佛）。

## 生平
早年被选为热振·洛桑益西丹巴绕杰的转世灵童，并坐床正式继任。后来赴色拉寺学习佛学。
1845年4月29日（清朝道光二十五年）被道光帝封为“黄帽阐明圣教阿晋呼林呼托图诺门罕”，属下管事人也获“达喇嘛”名号，当时，他主持对原寺进行改扩建工程，并请得道光帝御赐寺名为“凝禧寺”（该寺俗称喜德寺）。1846年（道光二十六年），奉道光帝圣旨出任西藏摄政。1854年，十一世达赖亲政后，仍由他掌办商上事务。一年后，达赖突然在布达拉宫暴毙，咸丰帝命其再度担任摄政。
1853年，咸丰帝谕旨：“著加恩销去诺门罕，作为哷徵阿齐图呼图克图，并著准其转世。”这就将热振活佛的衔职地位从诺门罕提高到了呼图克图。1856年，因为“辨理察木多夷案出力”，咸丰帝赏加“慧灵”名号，并赐用黄缰。在该时期，喜德寺也获得大规模扩建，并从此获得了“喜德嘎贝桑贝林”的名称。1855年3月，喜德寺扩建完工时，驻藏大臣谆龄代请咸丰帝恩赏匾额，不久咸丰帝赐予该寺“翌赞宗源”匾额。1862年，由于他为革退哲蚌寺堪布一事而同哲蚌寺发生严重冲突，哲蚌寺僧众联络甘丹寺僧众攻打其摄政府，使喜德寺遭到严重破坏。他携带摄政印信赴北京向清廷呈诉，但未果，清廷还革除了其“呼图克图”衔名。
1863年，阿旺益西楚臣坚赞圆寂。圆寂后，其所有财产都被西藏噶厦收归热振寺。